# Barbery (Calvados)
Barbery (wymowaⓘ) – miejscowość i gmina we Francji, w regionie Normandia, w departamencie Calvados.
Według danych na rok 1990 gminę zamieszkiwało 500 osób, a gęstość zaludnienia wynosiła 58 osób/km² (wśród 1815 gmin Dolnej Normandii Barbery plasuje się na 442. miejscu pod względem liczby ludności, natomiast pod względem powierzchni na miejscu 601.).